# 東京大學醫學部附屬醫院
東京大學醫學部附屬醫院（日语：／）是東京都文京區本鄉七丁目的東京大學醫學部附屬教學醫院。簡稱東大醫院。
東大醫院在《新聞週刊》「2021年全球最佳醫院」中排名第16，日本第一。

## 沿革
- 1858年5月 - 神田玉池種痘所成立
- 1861年10月 - 改稱西洋醫學所
- 1863年2月 - 改稱醫學所
- 1868年7月 - 橫濱軍陣病院遷往神田和泉橋舊藤堂邸，稱大病院。醫學所為大病院附屬單位
- 1869年2月 - 醫學所與大病院合併為醫學校兼病院
- 1869年12月 - 改稱大學東校
- 1871年7月 - 改稱東校
- 1872年8月 - 改稱第一大學區醫學校
- 1874年5月 - 改稱東京醫學校
- 1876年11月 - 東京醫學校校舍、寄宿舍與醫院遷往本鄉本富士町舊加賀藩邸內
- 1877年4月 - 東京開成學校與東京醫學校合併為東京大學，醫院改稱東京大學醫學部附屬病院
- 1878年11月 - 神田成立附屬醫院，稱第二醫院，本郷醫院稱第一醫院
- 1886年3月 - 東京大學為帝國大學，醫學部為醫科大學，第一醫院與第二醫院改稱為帝國大學醫科大學附屬第一醫院與第二醫院
- 1893年9月 - 改稱帝國大學醫科大學附屬醫院
- 1897年6月 - 改稱東京帝國大學醫科大學附屬醫院
- 1919年4月 - 改稱東京帝國大學醫學部附屬醫院
- 1934年10月20日 - 日本上皇后美智子誕生東京帝國大學醫科部附屬醫院
- 1947年5月 - 改稱東京大學醫學部附屬醫院
- 1949年5月 - 改稱東京大學醫學部附屬病院
- 2001年4月 - 分院與本院合併
- 2007年4月 - 院內保育園（銀杏保育園）開園
- 2011年4月 - 指定為綜合周產期母子醫療中心（日语：周産期母子医療センター）。
- 2018年1月 - 入院棟（B館）開院

## 診療科
- 內科部門
  - 綜合內科
  - 心臟內科
  - 呼吸內科
  - 消化內科
  - 腎臓、內分泌内科
  - 糖尿病、代謝内科
  - 血液、腫瘤內科
  - 過敏、風濕內科
  - 感染症內科
  - 神經內科
  - 老年病科
  - 心療內科
- 外科部門
  - 一般外科
  - 胃、食道外科
  - 大腸、肛門外科
  - 肝、膽、胰外科
  - 血管外科
  - 乳腺、內分泌外科
  - 人工臟器、移植外科
  - 心臟外科
  - 呼吸外科
  - 腦神經外科
  - 麻醉科、疼痛中心
  - 泌尿器科、男性科
  - 女性外科

- 感覺、運動機能科部門
  - 皮膚科、皮膚光線雷射科
  - 眼科、視覺矯正科
  - 骨科、脊椎外科
  - 耳鼻咽喉科、聽覺聲音外科
  - 復健科
  - 整形外科、美容外科
  - 顎口腔外科、牙科矯正牙科
- 小兒、周產、女性科部門
  - 小兒科
  - 小兒外科
  - 女性診療科、產科
- 精神神經科部門
  - 精神神經科
- 放射線科部門
  - 放射線科
- 急救科部門
  - 急救科

## 指定醫療機關
厚生勞動省指定為「臨床研究中核醫院」。
- 臨床研究中核醫院[7]
- 保險醫療機關（日语：保険医療機関）
- 救急告示醫療機關（日语：救急告示医療機関）
- 假日、全夜間診療事業實施醫療機関（內科系、小兒科、外科系）
- 勞災保險（日语：労働者災害補償保険）指定醫療機關
- 指定自立支援醫療機關（更生醫療、育成醫療、精神通院醫療）
- 身體障害者福祉法指定醫師配置醫療機關
- 精神保健指定醫師（日语：精神保健指定医）配置醫療機關
- 生活保護法指定醫療機關（日语：生活保護法指定医療機関）
- 結核指定醫療機關（日语：結核指定医療機関）
- 指定養育醫療機關（日语：指定養育医療機関）（早產兒醫療）
- 戰傷病者特別援護法（日语：戦傷病者特別援護法）指定醫療機關
- 原子彈受害者醫療指定醫療機關
- 原子彈受害者一般疾病醫療處理醫療機關（日语：原子爆弾被害者一般疾病医療取扱医療機関）
- 公害醫療機關
- 母體保護法指定醫師（日语：母体保護法指定医師）配置醫療機關
- 特定機能醫院（日语：特定機能病院）
- 災害據點醫院（日语：災害拠点病院）
- 救命救急中心（日语：救命救急センター）
- 臨床研修指定醫院（日语：臨床研修指定病院）
- 癌症診療連攜據點醫院（日语：がん診療連携拠点病院）
- 愛滋病治療據點醫院（日语：エイズ治療拠点病院）
- 特定疾患治療研究事業（日语：特定疾患治療研究事業）委託醫療機關
- DPC對象醫院（日语：DPC対象病院）
- 小兒慢性特定疾患治療研究事業委託醫療機關
- 綜合周產期母子醫療中心（日语：周産期母子医療センター）
- 公益財團法人日本醫療機能評價機構（日语：日本医療機能評価機構）認定醫院[8]

## 先進醫療
- 使用高周波切除器進行子宮腺肌症廓清手術
- 抗惡性腫瘤藥物治療的耐藥基因檢測
- 病毒引起難治性眼感染疾患的迅速診斷（PCR法）
- 細菌或真菌引起難治性眼感染疾患的迅速診（PCR法）
- 使用細胞學標本進行基因檢測
- 紫杉醇靜脈投藥（一週一次。）及卡鉑腹腔內投藥（三週一次。）併用療法－上皮性卵巢癌、輸卵管癌或原發性腹膜癌
- 周術期Carperitide靜脈投藥復發抑制療法－非小細胞肺癌（電腦斷層確認為非浸潤性除外）
- 帝盟多用量強化療法用量強化療法－膠質母細胞瘤（僅限於初次發作初次治療後復發或惡化的患者 。）
- FOLFIRINOX療法－膽道癌（僅限無法切除或術後復發。）
- Gemcitabine靜脈投藥、白蛋白結合-紫杉醇靜脈投藥與紫杉醇腹腔內投藥併用療法－伴隨腹膜擴散之胰臟癌
- Metformin口服投藥及帝盟多口服投藥併用療法－膠質母細胞瘤（僅限於初次發作、帝盟多口服投藥及放射線治療併用療法後。）
- 多基因套組檢查－進行復發型實體癌（僅限於食道癌、胃癌、大腸癌、胰腺癌、膽道癌、肺癌、乳癌、卵巢癌或子宮癌或惡性黑色素瘤，且化學療法或放射線治療無法實行者。）

## 交通方式
- 上野站、御茶之水站等搭乘都營巴士至「東大醫院」巴士站下車。

## 周邊
- 上野恩賜公園[9]
- 台東區立忍岡小學校（日语：台東区立忍岡小学校）[9]
- 健康與醫學博物館[9]

## 分院
東京大學醫學部附屬醫院分院（日语：／）是過去位於東京都文京區的教學醫院，稱小石川分院。位於目白台。
- 1897年7月 - 內務省醫術開業試驗場成立（東京市麴町區永樂町一丁目2番地）
- 1903年3月 - 移交文部省管轄
- 1908年6月 - 遷至現址（小石川區（日语：小石川区）雜司谷120番地、現文京區目白台3-28-6）
- 1917年8月 - 併入東京帝國大學，為醫科大學附屬醫院分院
- 2001年4月-9月 - 與醫學部附屬醫院整併（6月22日關院）

## 學術造假事件
日本《共同社》報導，東京大學校方於2016年8月中旬至下旬，兩次接到關於醫學系和生命科學系6個研究室的22篇論文涉嫌造假的匿名檢舉，稱這些論文有捏造和篡改嫌疑，但相關論文已發表在英國《自然》（Nature）等權威期刊上。存疑的論文是從2003年到2016年發表的論文，為關於慢性病及心臟病等的研究，涉案人包含前東京大學醫院院長門脇孝也。東京大學從8月起進行初步調查，認為有造假的可能，遂啟動深入調查。
《日本時報》引述信州大學教授市川家國表示，更指出此類案件在日本的頂尖大學僅是冰山一角，該造假事件已引起東京大學校方對於該校醫學系六名教授進行調查。

## 醜聞、醫療事故
- 2017年1月31日（公布日）：2015年，看護師對入院患者學齡前男童誤投藥，隔日男童死亡。投藥錯誤「可能對男童死亡有所影響」。醫院表示，此事件是看護師要對多重器官受損而病重的男童投藥時，因接電話中斷，之後拿到其他患者的藥物並未再次確認姓名而導致誤投藥物。由於體型差異，此次投藥劑量高於男童劑量。死者家屬律師表示，在投入抗痙攣等13種藥劑十多分後，男童病情緒速惡化。院方對此成立事故調査委員會，認為此次事件可能對男童死亡有所影響，但「無法確定影響程度」。之後，醫院針對內服藥導入條碼管理，並在投藥前進行掃碼檢查確認[14]。

- 2019年1月24日（報導日）：2018年9月，男性患者（40代）因心肌症導致二尖瓣閉鎖不全。醫院嘗試使用醫療器材「MitraClip」進行心導管治療以修復心臟瓣膜的功能，但因進程不順而中止。患者之後病情惡化，於10月死亡。12月，醫院向第三方機構日本醫療安全調査機構（日语：日本医療安全調査機構）與東京都報告。都依醫療法介入調査，並在確認安全性以前中止該項治療[15]。

## 外部連結
- 東大醫院 （页面存档备份，存于）